# Lạp

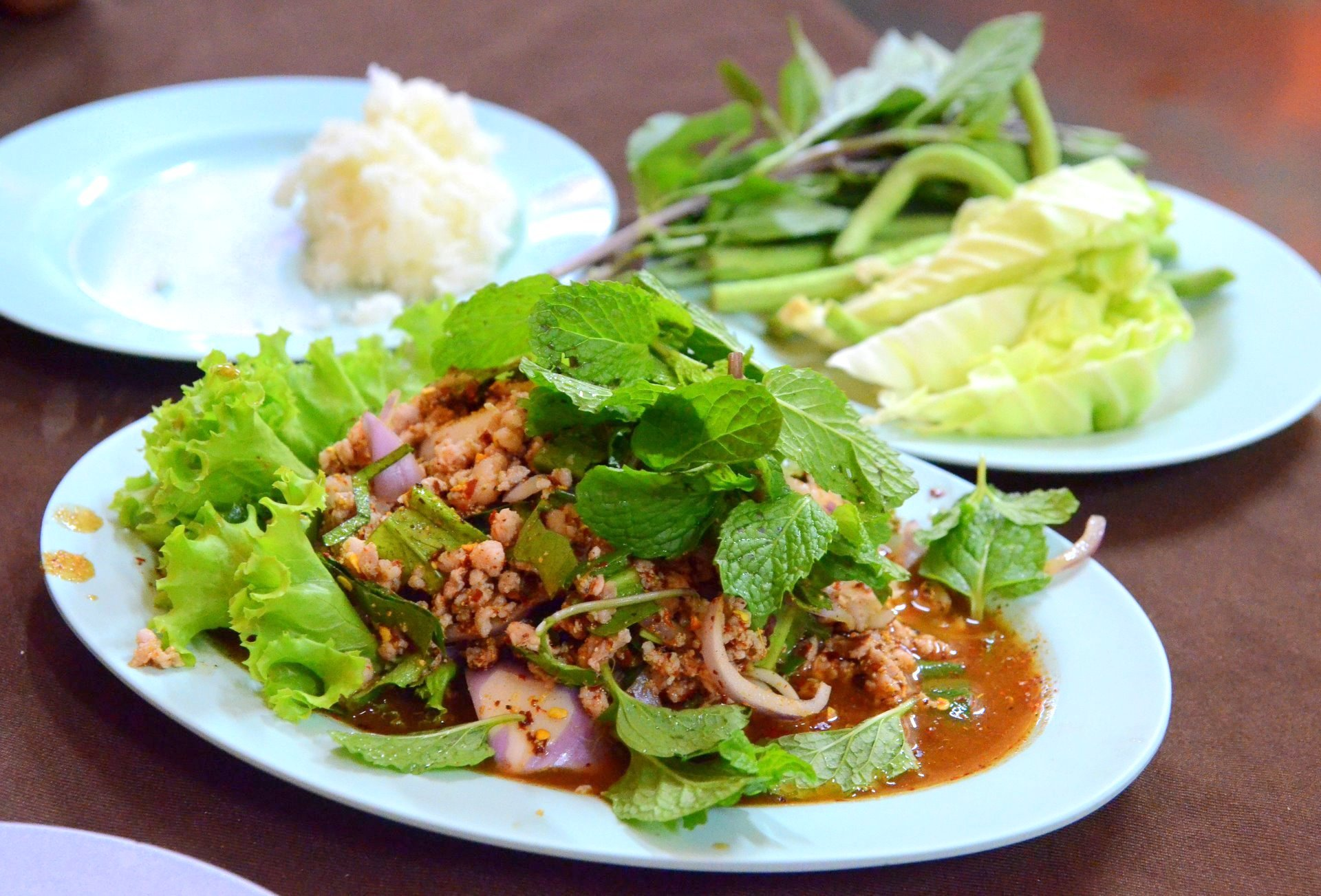
Lạp moo: trộn với thịt lợn, ăn cùng rau sống và xôi

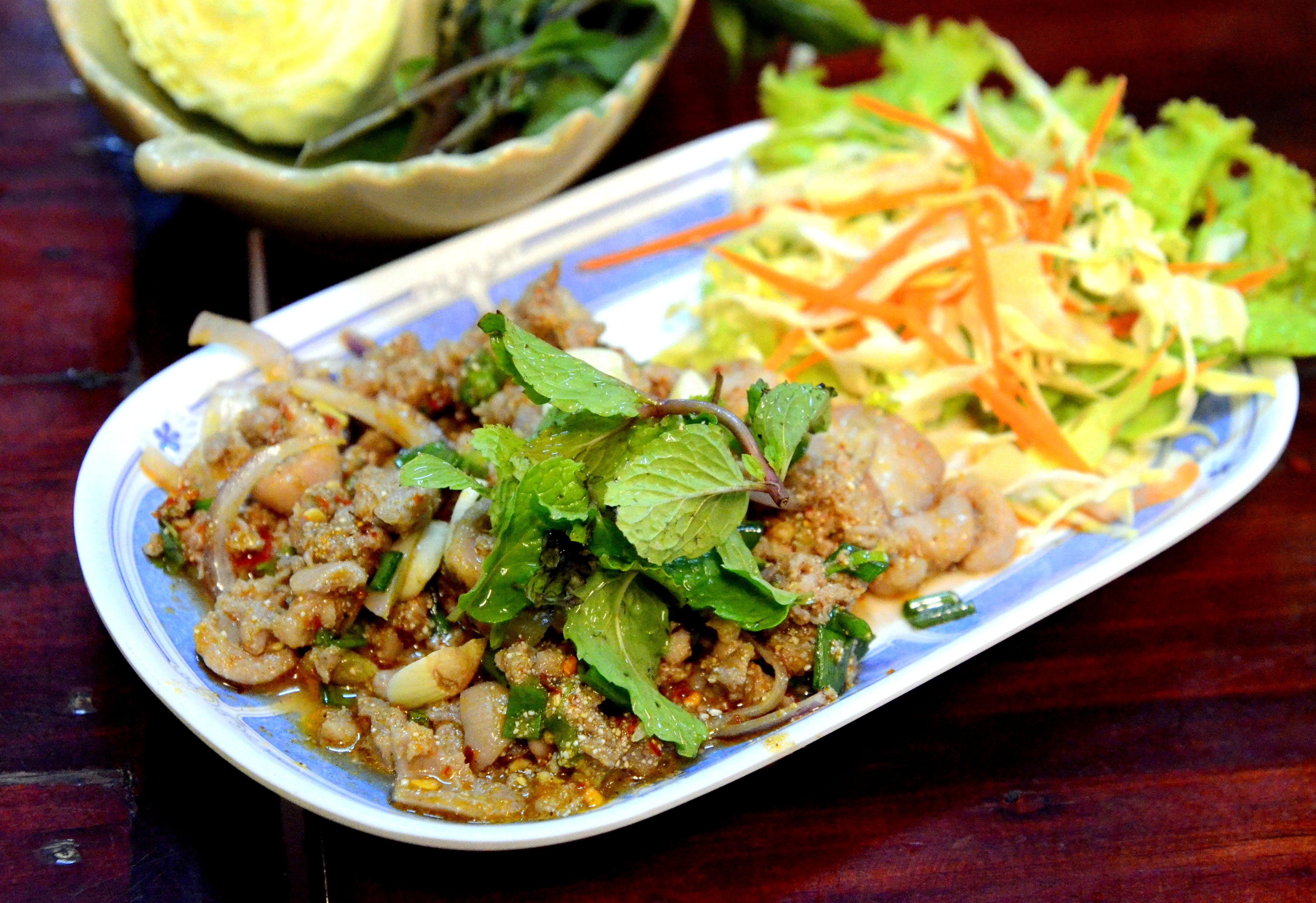
Lạp ped: trộn với thịt vịt

Lạp (tiếng Lào: ລາບ; tiếng Thái: ลาบ; tiếng Thái Đen: ꪩꪱꪚ) là một món ăn của Lào, vùng Isan ở Đông Bắc Thái Lan và dân tộc Thái ở Tây Bắc Việt Nam. Đây là một món gỏi với nguyên liệu là các loại thịt. Món ăn này được xem là quốc thực của Lào. Trong các sách dạy nấu ăn quốc tế, món này thường được hướng dẫn với tên gỏi Lào. Lạp cũng được ăn ở các nước Đông Nam Á khác, nơi người Lào đã di cư và mở rộng ảnh hưởng của họ. Các biến thể địa phương của gỏi lạp cũng có trong các món ăn của các dân tộc Thái ở bang Shan, Miến Điện và Tây Song Bản Nạp, Trung Quốc.
Lạp đọc gần giống như lộc trong tiếng Lào, nên được xem là món ăn may mắn và là quà biếu trong ngày Tết. Đây cũng là món được dùng cho những dịp đặc biệt dành cho các vị khách danh dự. Món này thường được các đầu bếp nấu rất cẩn thận trong ngày Tết vì nếu không sẽ đem lại điềm xui cho người được tặng món này.

## Lịch sử
Được Hoàng đế Càn Long của Trung Quốc cho biên soạn vào năm 1751, bộ Chức cống đồ mô tả người Lào như sau: "Người Laowo (Lào) thường được gọi là Wojia [...] Họ thích ăn thịt sống."
Étienne François Aymonier, người từng đến thăm Lào vào năm 1883, mô tả Lạp là một món ăn ưa thích của người Lào – hỗn hợp gồm hành tây hoặc hành lá băm nhỏ, lá sả, mắm cá lên men và ớt, trộn với cá tươi và cá luộc. Món này được ăn kèm với xôi hấp chín. Một du khách Pháp khác, bác sĩ Estrade, đến vào năm 1893, mô tả lạp là món ăn chính của người Lào được làm từ cá luộc, ớt và gạo nếp rang xay nhuyễn.
Tùy theo phương pháp chế biến, món này có thể được gọi bằng nhiều tên khác nhau như nam tok, goi/saa, yum/sua và có thể làm từ thịt bò, trâu, gà, vịt, cá, heo, tôm, thịt thú rừng, nấm hoặc thậm chí là tảo. Lạp có thể được phục vụ ở dạng sống, gọi là Lạp diip (sống) hoặc aharn suer (món ăn của hổ), hoặc dạng nấu chín, và thường dùng kèm với món canh nấu từ xương của loại thịt được sử dụng.
Trong lịch sử, các món lạp phổ biến hơn trong giới quý tộc và các công thức truyền thống dùng để phục vụ hoàng gia Lào được lưu giữ trong bộ sưu tập công thức viết tay của Phia Sing (1898–1967), đầu bếp hoàng gia và chủ lễ nghi. Lạp được xem là món ăn may mắn vì thịt vốn không sẵn có, và phần lớn người Lào chỉ ăn lạp vào những dịp đặc biệt như đám cưới, Tết và lễ hội. Nhiều người Lào tin rằng việc chiêu đãi gia đình và khách bằng món lạp sẽ mang lại may mắn và thịnh vượng. Trong dịp Tết, nhiều gia đình Lào tin rằng ăn lạp vào ngày đầu tiên của kỳ lễ hội kéo dài ba ngày sẽ mang lại may mắn cho cả năm.
Trước khi chế độ quân chủ sụp đổ, trong giới thượng lưu Lào, gia nhân không bao giờ được phép chế biến những món ăn ngon và tinh tế nhất. Các phụ nữ trong giới thượng lưu coi đây là nhiệm vụ danh dự và là cơ hội để thể hiện tài năng ẩm thực khi chế biến lạp cho những vị khách quý. Trong dân gian, khi chuẩn bị lạp, các bà nội trợ thường sơ chế nguyên liệu và để riêng vào từng dụng cụ như một dạng mise en place, để phần trộn cuối cùng trong một bát lớn là vinh dự dành cho gia chủ. Theo truyền thống, gia chủ sẽ bắt đầu bằng cách nhào thịt băm – làm mềm và trộn với một cốc nước dùng từ món canh, rồi thêm gạo rang xay, tiêu bột, tỏi, muối, padaek và cuối cùng là các loại rau thơm băm nhỏ trước khi dọn ra.
Lạp còn có nghĩa trong phương ngữ Lan Na (1292–1775), vương quốc láng giềng của Lan Xang (1353–1707, nay là Lào). Tên gọi này bắt nguồn từ cụm "จิ๊นลาบ", trong đó "จิ๊น" nghĩa là thịt động vật, còn "ลาบ" nghĩa là chặt nhỏ hoặc băm nhuyễn trong chữ Lanna (có liên hệ mật thiết với chữ Tai Tham). Tuy nhiên, trong phương ngữ cổ Lanna, từ “ฟัก” ("fak") luôn được dùng để chỉ hành động "băm nhỏ".

## Các món lạp

### Phong cách Lào/Isan
Lạp thường được làm với thịt gà, bò, vịt, gà tây, lợn và cá (có khi dùng cả thịt hổ, gọi là Lạp hổ), trộn với nước mắm, nước chanh và các loại rau thơm. Thịt có thể còn sống hoặc đã nấu chín; thịt được bằm nhuyễn và trộn với ớt, lá bạc hà và nhiều loại rau. Thính (gạo rang xay- khao khua) cũng là một nguyên liệu quan trọng của món ăn này. Món ăn này được ăn nguội kèm với cơm nếp và rau sống. Món lạp truyền thống ở Thái Lan lại được trộn với húng Thái (Thai holy basil- bai kraphao).
Có nhiều loại lạp ở miền Đông Bắc Thái Lan không dùng chanh và nước mắm, thay vào đó là các loại nước chấm khác. "Lạp pa" (tiếng Thái: ลาบปลา) là một loại lạp được làm từ cá xay trộn với gia vị. Có loại lạp khác gọi là "lu" (tiếng Thái: หลู้), trộn thịt bò sống xay nhuyễn hoặc thịt lợn với tiết, mật (lợn/bò), và gia vị. "Lu" thường được ăn với rau, bia hoặc một loại rượu địa phương gọi là "lao khao". Cá để chế biến món lạp phải còn tươi, to từ nửa cân trở lên, nếu cá bé sẽ nhiều xương, ít thịt khó làm và cho thành phẩm kém ngon.
Làm lạp ngon là phải khéo léo bóc da rồi lọc hết xương, lạng thịt ra mà không để dính nước, nếu để dính nước sẽ có mùi tanh. Gia vị có rất nhiều loại: thính gạo rang, gừng tươi giã nhỏ, mùi tầu, húng, hạt tiêu, ớt tươi nướng giã nhuyễn... Món lạp cá ăn ngay mà không để lâu, dùng đưa cay hoặc ăn cùng cơm, xôi đều rất tuyệt. Khi ăn món lạp cá, có thể ăn kèm với rau thơm sẽ thêm vị bùi rất lạ.
- Nam tok (tiếng Thái: น้ำตก) là một từ Lào-Thái nghĩa là thác nước. Đó là tên của một món ăn ở Lào và vùng Isan, tên đầy đủ là Ping Sin Nam Tok (tiếng Lào: ປິ້ງຊິ້ນນ້ຳຕົກ) hoặc Nhứa yảng namtok (tiếng Thái: เนื้อย่างน้ำตก, nghĩa là "bò nướng thác nước". Đây là một biến thể của món lạp với thịt được thái lát thay vì bằm nhuyễn. Món này cũng có thể được làm với thịt lợn và được gọi là "mu nam tok". Với cách làm đơn giản, thay vì nướng rồi cắt lát, thịt được cắt lát trước, sau đó mới luộc và nướng trong thời gian ngắn. Tên gọi của món ăn bắt nguồn từ nước thịt nhỏ xuống khi nướng hoặc từ thịt tái khi thái lát.[18][19]

- Goi/Saa: Goi (tiếng Lào: ກ້ອຍ), Saa (tiếng Lào: ສ້າ) là món ăn giống laab nhưng thịt được thái lát mỏng thay vì băm nhỏ. Ở Luang Prabang và miền bắc Lào, cách chế biến này được gọi là saa, trong khi ở Viêng Chăn và miền nam Lào lại gọi là goi. Món goi hoặc saa sống, được làm từ cá tươi ngon và chất lượng nhất, thường được phục vụ cho những vị khách danh dự vì đây là món tinh tế và phức tạp nhất để chế biến. Một món goi hoặc saa đúng chuẩn đòi hỏi kỹ năng dao điêu luyện và sự khéo léo. Cá tươi được lọc phi-lê, bỏ xương và thái lát, sau đó ngâm trong hỗn hợp nước muối và nước cốt chanh từ 2 đến tối đa 15 phút tùy khẩu vị. Quá trình làm biến tính protein này “nấu chín” cá tương tự như món ceviche của Mỹ Latinh. Sau khi ngâm, cá được vắt khô để loại bỏ nước thừa. Nước ướp cá còn lại được trộn với padaek và đun sôi, để nguội tạo thành nước sốt. Khi mọi thứ đã sẵn sàng, cá được trộn với nước sốt, bột gạo rang, ớt bột và các loại rau thơm thái nhỏ như thì là, riềng, sả, rau mùi Lào, hành tím, hành lá và bạc hà. Hỗn hợp có thể được nêm thêm muối hoặc chanh tùy khẩu vị. Thành phẩm là món gỏi cá màu hồng nhạt điểm xanh của rau thơm, luôn được ăn kèm nước dùng ninh xương cá, rau tươi và xôi.[20] Một món tương tự tồn tại ở Việt Nam gọi là bò tái chanh.

- Niao/Niaow: Một kiểu khác, tương tự cách làm laab cá và tôm, là phiên bản thịt bò hoặc trâu gọi là laab niaow (laab dính), trong đó một miếng thịt nạc sống được băm và sau đó giã cùng riềng tươi, tỏi nướng, hành tím, ớt khô, nước mắm padaek và nước dùng bò thành hỗn hợp đặc. Cuối cùng, gan, tim, lá lách đã luộc và thái lát, bột gạo rang (khao khoua), các loại rau thơm phi (tỏi băm, hành lá, sả) và rau thơm tươi (hành lá, ngò rí băm nhỏ) được trộn vào hỗn hợp và rắc lên trên làm món trang trí trước khi dọn.[21]

- Yum/Sua: Một kiểu cổ hơn, từng phổ biến trong giới quý tộc và được phục vụ cho hoàng gia Lào, là yum gai tom (gà luộc) hoặc sua gai (gà). Công thức món yum gai tom hoàng gia được ghi lại trong tài liệu của Phia Sing. Yum gai tom hoặc sua gai được chế biến bằng cách luộc nguyên con gà với sả, gừng và lá chanh kaffir. Khi gà chín, thịt được lọc khỏi xương và băm hoặc xé nhỏ. Thêm vào đó là dưa leo và cà chua thái nhỏ (tùy chọn), ớt, hành tím và tỏi nướng sơ, cùng bột gạo rang. Nước dùng được cho vào để tạo độ ẩm, cùng nước cốt chanh và nước mắm. Nêm tiêu và muối cho vừa ăn. Món ăn hoàn thiện được rắc hành lá và trang trí bằng ngò.[22]

### Phong cách Lan Na

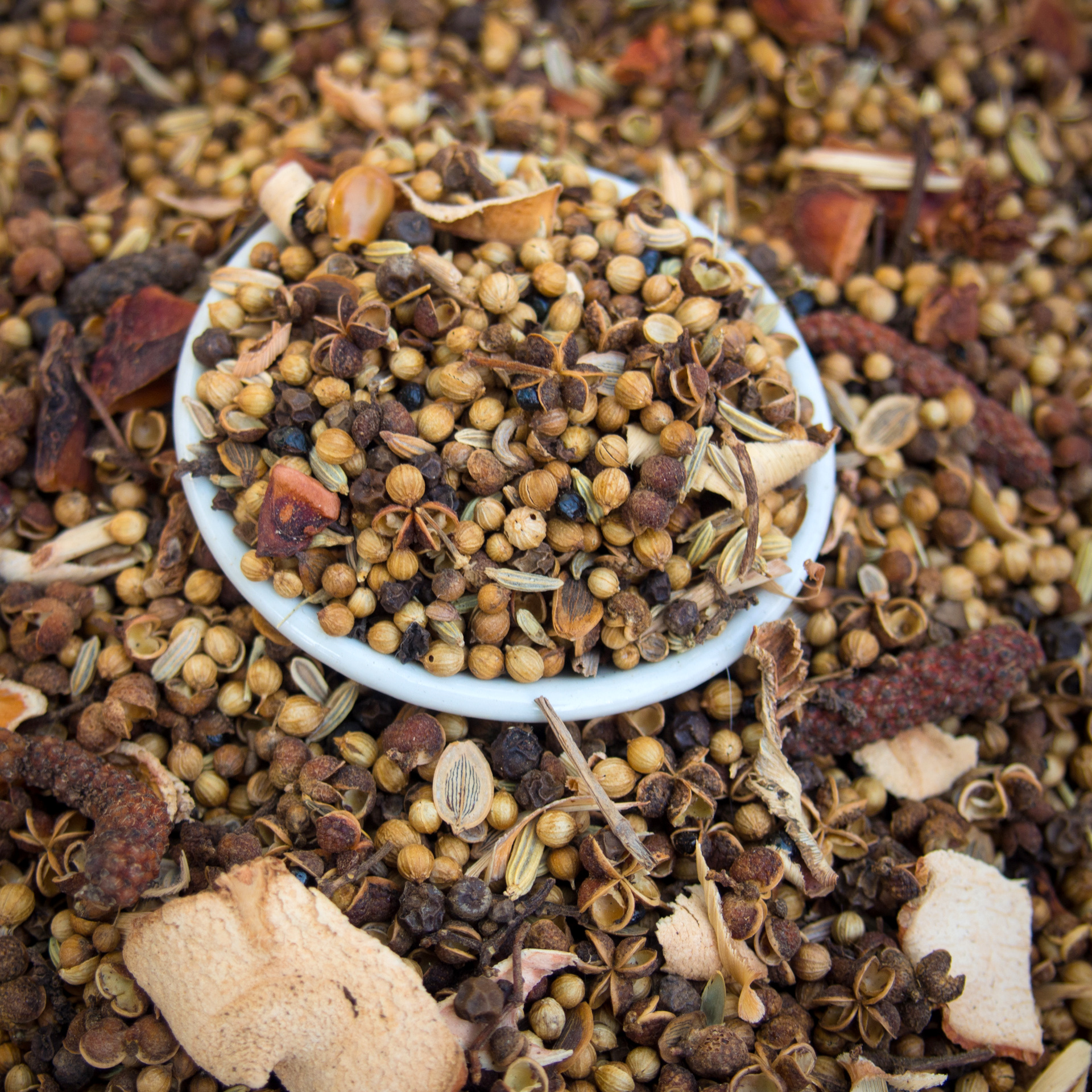
Phrik lạp là hỗn hợp các loại gia vị khô được sử dụng trong món lạp Isan

Lạp từ miền bắc Thái Lan , hay còn gọi là lạp Lan Na , khác với lạp kiểu Lào được quốc tế biết đến nhiều hơn. Lạp Bắc Thái của người Thái Yuan không chứa nước mắm và không có vị chua, vì không sử dụng nước cốt chanh hay bất kỳ chất làm chua nào khác. Thay vào đó, phiên bản miền bắc Thái Lan sử dụng hỗn hợp các loại gia vị khô làm hương liệu và gia vị bao gồm các thành phần như thì là, đinh hương, hạt tiêu dài , đại hồi, mắc khén và quế. Trong số những thành phần khác, bắt nguồn từ vị trí của Vương quốc Lan Na phía bắc Thái Lan trên một trong những tuyến đường gia vị đến Trung Quốc, ngoài ớt khô xay, trong trường hợp lạp làm từ thịt lợn hoặc thịt gà, máu của động vật. Món ăn này có thể được ăn sống (lạp đíp- tiếng Thái: ลาบดิบ, nhưng cũng có thể sau khi nó đã được xào trong một thời gian ngắn (lạp suk tiếng Thái: ลาบสุก). Nếu máu được bỏ qua trong quá trình chế biến phiên bản xào, món ăn được gọi là lạp khua' (tiếng Thái: ลาบ คั่ว). Ngoài ra còn có một loại lạp được gọi là lạp luat (tiếng Lào: ລາບ ເລືອດ) hoặc lu (tiếng Thái: ห ลู้). Món ăn này được làm từ thịt lợn hoặc thịt bò sống băm nhỏ, huyết sống, cật, mỡ và mật, trộn với gia vị, hành tây phi, rau thơm và các nguyên liệu khác. Lạp và các biến thể khác của nó được phục vụ với nhiều loại rau tươi và thảo mộc, và ăn với xôi. Phiên bản ấu trùng này được cho là có nguồn gốc từ tỉnh Phrae, miền bắc Thái Lan. Kiểu lạp này cũng có thể được tìm thấy ở các vùng của Bắc Lào. Một loại lạp chay (tiếng Thái: ลาบมังสวิรัติ, phát âm tiếng Thái: [lạp mằng-swi-rạt]) thích hợp cho người ăn thuần chay  vì thành phần trong lạp này chứa toàn rau củ và đậu phụ.

## Vấn đề về sức khỏe

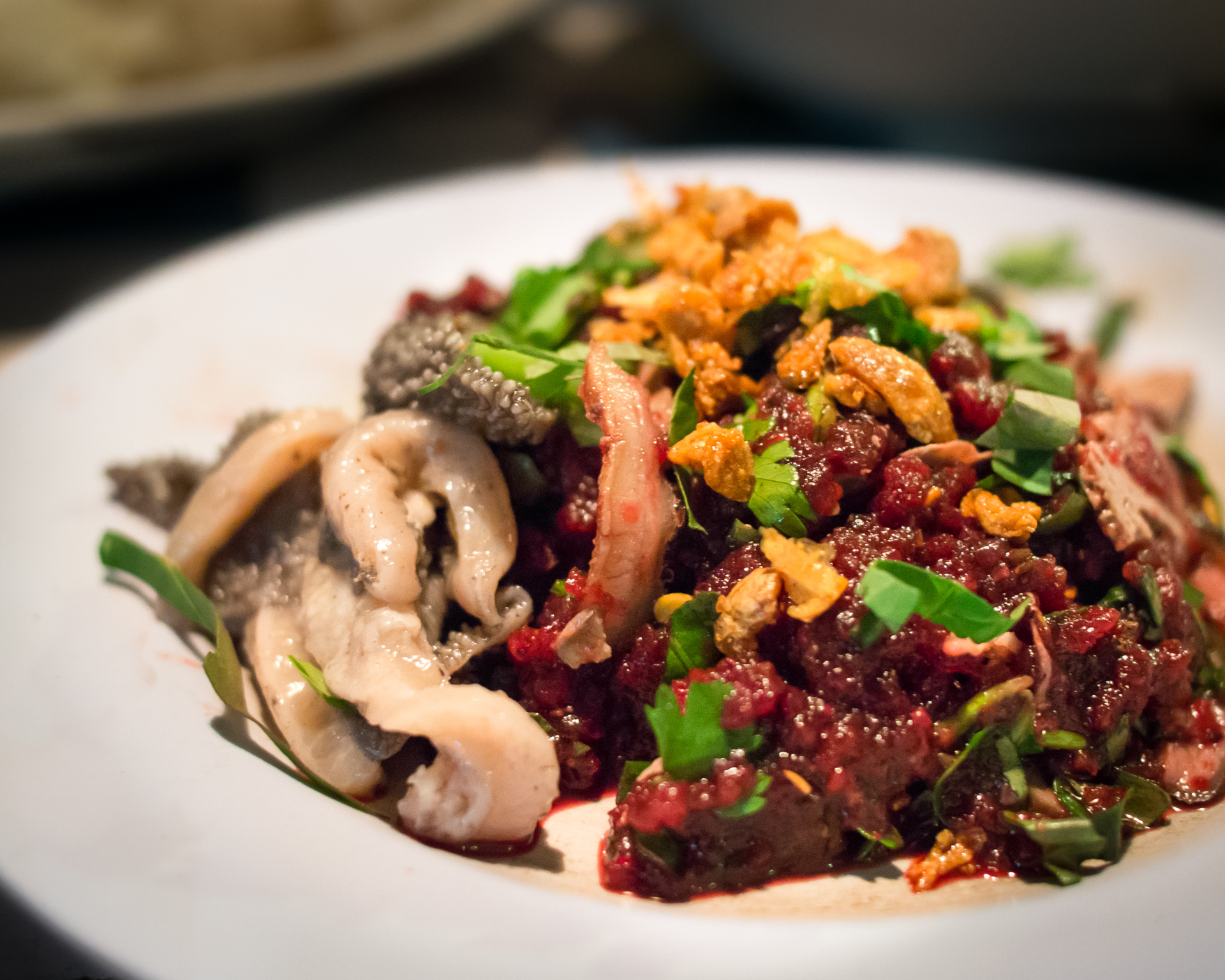
Món lạp nhứa đíp - lạp sống ở Chiang Mai

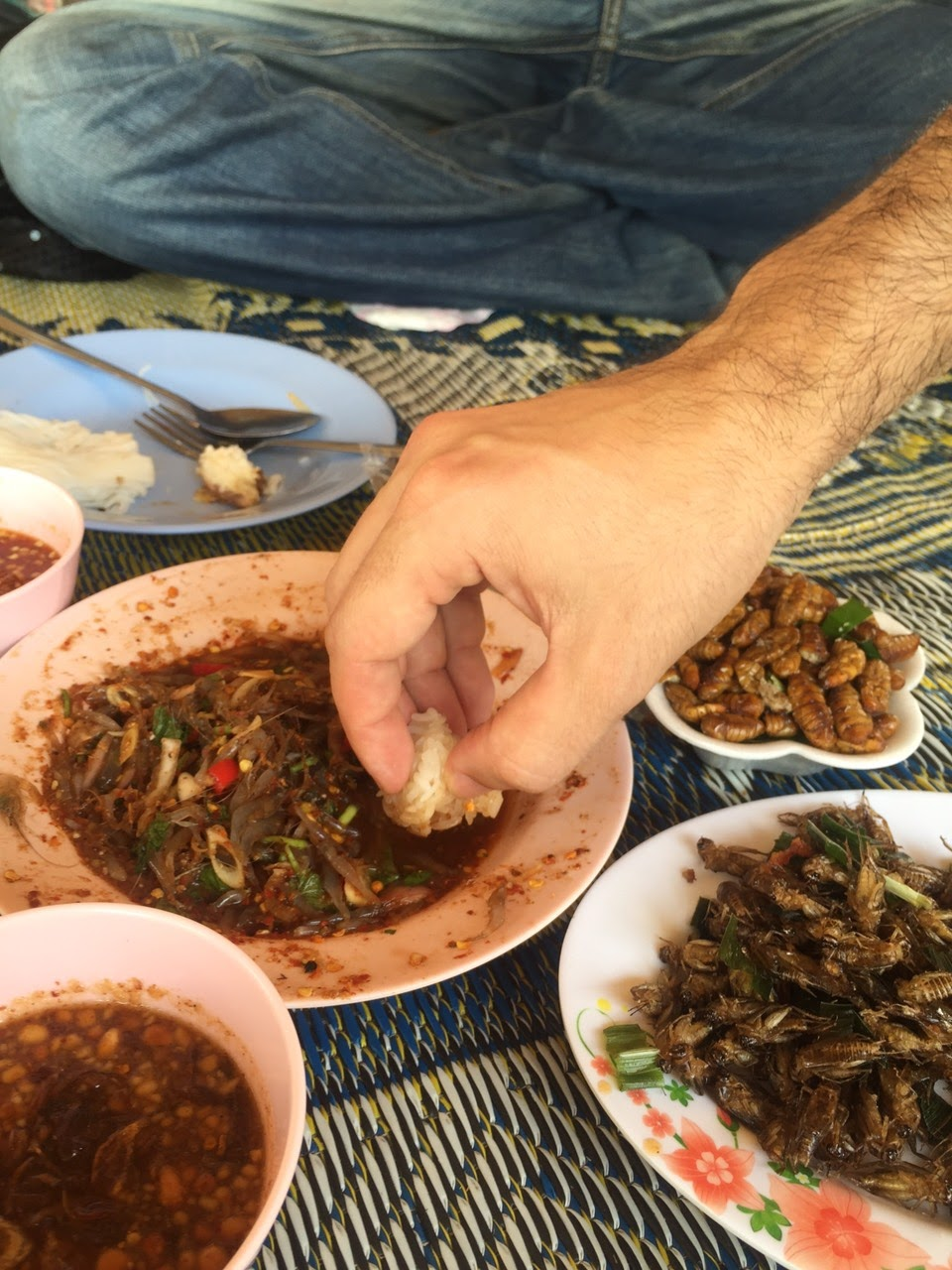
Gỏi tép nhảy

Một số món lạp như goong ten (tiếng Thái: กุ้งเต้น) (gỏi tép nhảy), Koi pla (tiếng Thái: ก้อย ปลา) là món gỏi được làm từ cá sống băm nhỏ trộn với nước cốt chanh, ớt và các loại thảo mộc. Ngoài cá sống, người ta có thể thay bằng kiến đỏ. Với người dân địa phương, đây là một đặc sản nhưng món ăn cũng được cho là không an toàn vì cá sống có thể chứa giun dẹp - một loại ký sinh trùng gây hại. Trong khi đó, lạp nhứa đíp (tiếng Thái: ลาบ น้ำดิบ) (gỏi tiết bò sống) chứa nhiều loại vi khuẩn gây bệnh, bao gồm Salmonella, Escherichia coli (E. coli), Shigella và Staphylococcus aureu s, tất cả đều sẽ bị tiêu diệt bằng nhiệt khi được nấu chín. Ăn phải những vi khuẩn này có thể dẫn đến ngộ độc thực phẩm với các triệu chứng như đau bụng, buồn nôn, tiêu chảy và có thể từ nhẹ đến nặng, thường xảy ra trong vòng 30 phút đến 1 tuần sau khi ăn thịt bò sống.
Người dân địa phương thường dùng cùng rượu, vì tin rằng rượu có khả năng giết chết vi khuẩn, ký sinh trùng nếu có trong đó và có khả năng đối mặt với việc ngộ độc thực phẩm, nhiễm trùng do vi khuẩn.